# ウォーキンガム
ウォーキンガムはイングランド、バークシャーにある歴史的なマーケットタウンである。ロンドンから西39マイル (63 km)、レディングから南東7マイル (11 km)、キャンバリーから北8マイル (13 km)、ブラックネルから西4マイル (6.4 km)に位置する。2011年のイギリス人口調査によると、人口は30,690人。
ウォーキンガムは元々はバラ（borough）であったが、1974年の地方自治法でウォーキンガム非都市部と合併し、新ウォーキンガム自治区を形成した。2007年、再びバラに認定された。

## 歴史
ウォーキンガムは「ウォッカの人々の家（Wocca’s people’s home）」を意味する。ウォッカは、サクソン人の指導者の一人で、バークシャーのウォークフィールドやサリーのウォキングにも土地を所有していた。ヴィクトリア朝の時に、オーキンガム（Oakingham）になまり、結果として、オークの葉のついたドングリが町の紋章となり、19世紀に認可された。
1219年より、ウォーキンガムでウィンザー・フォレストの法廷が開かれており、マーケットを開く権利が与えられた。この期間、主にソールズベリー主教が町の発展に責任のある立場であった。主教は道路を設置し、区画を整備して賃貸が行えるようにした。1258年、一年に三回の定期市を開催する権利を購入したという記録が残っている。1583年、エリザベスI世はウォーキンガムに町憲章を与えた。14世紀から16世紀まで、ウォーキンガムはイングランド南部に点在する多くの教会へ供給するための鐘の鋳造地として有名だった。
テューダー朝の間、ウォーキンガムは絹の生産地として知られていた。こういった家内工業に関わる家屋の中には、今でもローズ・ストリートに見られるものもある。高床住居は織機を設置していた。このことは、家の外桁の位置からも判断できる。桑の実（カイコの好物）の原木の一つがこの地域にある庭の一つに残っていると言われている。
1643年から1644年、ウォーキンガムはイングランド内戦時に両陣営から定期的に襲撃を受けていた。この襲撃は、家畜や交易品の略奪が目的だったと考えられており、当時、町にあった建物のほぼ20％にあたる、30戸以上の建物が焼かれた。ウォーキンガムが完全に復興したのは18世紀初頭のことだった。
かつてウォーキンガムは牛攻めの町として有名だった。1661年、ジョージ・スタバートンはマーケット・プレイスに2頭の雄牛をつなぎ、毎年聖トマス・デー（12月21日）に犬と戦わせるよう遺書に残した。イベントの1～2日前に、雄牛は町中を練り歩き、現在のスーパードラングの店舗がある、元のローズ・インの庭につなぎ留められた。この物騒なショーを見るために、はるか遠方からも人々が町を訪れた。イベント中に多数の犬が負傷し、また命を落とし、雄牛も最終的にはと殺された。雄牛の肉と皮は町の貧困層の間で分配された。また、命取りになるような怪我を負う観客もいた。1794年、牛攻めの翌朝、エリザベス・ノースが体中に傷を負って、亡くなっているのが見つかった。1808年、群衆の中で55歳のマーサ・メイが雄牛や犬に襲われて亡くなった。1821年、この痛ましい「スポーツ」は自治体によって禁止されたが、クリスマスに雄牛が供給され、その肉が貧困者に配られる慣習は継続された。1833年、牛攻めは国会制定法で禁止された。
1723年、犯罪行為を行う者の顔を黒く塗りつぶす行為への対抗のために、「ブラック法」がイギリス議会で可決された。この法律は、その悪行で有名となった無法者の集団「ウォーキンガム・ブラック」にちなんで名付けられた。彼らはブラックネルでのグレナディアガーズとの激戦の末にメンバーの内29人が逮捕されるまで、ウォーキンガムをテロ行為で支配していた。
歴史的に、この地域のアクセントは西部地方の発音の影響を受けた、伝統的なロンドンなまりの混成語であるといえる。しかしながら、1970年代から、町の急速な発展と、それによって起こる他地域からの人口流入により、この発話パターンは徐々に減っている。21世紀には、伝統的なウォーキンガムアクセントは珍しくなっている。特に若者の間では、マルチカルチャル・ロンドン・イングリッシュの広まりの影響を多分に受けているため、この傾向が顕著である。
かつては、れんが製造が主要な産業だったが、最近ではソフトウェア開発、光工学、サービス産業に取って代わられ、人口が飛躍的に増加した。

## 統治
北部ウォーキンガムは、アッシュリッジを中心地とし、古くは、ウィルトシャーの孤立した地域だった。1844年にバークシャーに編成されるまで、この地域は町の中心として発展していた（現代ではドーレスグリーン、ノーレイズ、ビーン・オーク・エステイツがある地域）。1894年、古来の教区が、都市部と非都市部とに分割され、非都市部の地域としてウォーキンガム・ウィズアウトが設置された。
ウォーキンガムは1835年地方自治体法によって再編されずに残ったバラの一つで、その後1883年に再編された。1974年、ウォーキンガムは1972年地方政府法によって、ウォーキンガム非都市部と合併し、ウォーキンガムの非都市カウンティを形成した。この地域は1998年以来、単一自治体となっている。ウォーキンガム非都市カウンティの議会は選挙で選ばれた54人の議員から成り、毎年行われる議長指名選挙で選ばれた議員が議長を務めている。ウォーキンガム議会選挙は4年の間に3回開催され、2002年選挙から保守党が与党となっている。カウンティ議会事務所はウォーキンガムのシュート・エンドに本部を置いている。
一つの後継区（1972年地方政府法で定められた教区）がウォーキンガムに存在し続け、ウォーキンガム町議会によって統治されている。議員は4年ごとに選挙で選ばれ、エムブルック、イブンドンズ、ノーレイズ、ウェスコットの4地区を代表する25人の議員から成る。毎年、議員らは自分たちの中から市長を選ぶ。1860年、現在も使われている役所がギルドホールのあった場所に建設された。
ウォーキンガム選挙区の国会議員は、1987年に選出されて以来、保守党のジョン・レッドウッドである。

## 地理
ウォーキンガムはセントラル・ロンドンの西33マイル (53.1 km)にある、バークシャーの中心、ロッドン・バレーを流れるエムブルック沿いに位置している。ウォーキンガムより大都市のレディングとブラックネルにはさまれ、元々はウィンザー・フォレストの西端で農地帯を形成していた。土壌はロームを多く含み、下層土は砂と砂利で出来ている。
ウォーキンガムには町の中心部に、放射状に広がる主要な居住地域が広がっている。西にウースヒル、北西にエムブルック、東にドーレスグリーン、ノーレイズ、キープハッチ、ビーン・オーク、南にウェスコット、イーストヘスがある。ウッドクレー、ラックリー・グリーンといった古くからの地域も存在する。
ウォーキンガムの大部分は過去80年以上の間に発展してきた。ウースヒルとドーレスグリーンはビーン・オークと共に、1960年代後半から70年代初頭に農地に建設された。キープハッチは1990年代初頭に建設された。ノーレイズ・エステイトは1960年代に建設されたが、ノーレイズ・アベニューは、1940年代後半に第二次世界大戦後の応急住宅地として建設され、この地域でもっとも古い住区内道路である。ノーレイズ・アベニューは蹄鉄の形をしており、破壊されたノーレイズ・マナーのあった土地を占領している。ノーレイズ・アベニューには数件のレンガ住宅と1950年代に建てられた警察署が三区画分あるが、ほとんどの建物が1940年代式のプレハブ住宅である。
2010年、議会は新しい小売店、レジャー施設、住居施設、駐車場、道路、オープンスペースを造り、町の中心部を再開発する再生計画のための1億ポンドを捻出するために、WEL（ウォーキンガム・エンタープライズ）を立ち上げた。
町周辺のいくつかの主要拡張計画は、以降10年間の予定で組まれている。その中には、中心部の大規模再開発や、アーバーフィールド・ガリソン周辺の元々は軍用地であった場所の開発や、北部と南部の新迂回道路の建設も含まれる。2015年現在、鉄道の駅と周辺地域の再開発が完了し、大規模住宅建設が町の北東部と南東部で進行中である。

## 交通
ウォーキンガム駅はウォータールー・レディング線とノース・ダウンズ線の分岐駅となっている。サウス・ウェスタン・レイルウェイとグレイト・ウェスタン・レイルウェイが駅を管理、運営している。
ほとんどのローカルバスサービスはコートニー・バスが提供しているが、ウォーキンガムからレディングやブラックネルへの路線は、2015年夏にファースト・バークシャー・アンド・ザ・テムズ・レディングFCがブラックネル発着場を閉鎖した後、レディング・バスによって運営されている。レディングFCの試合がある日は、マデイスキー・スタジアムまでステージコーチ・サウスが臨時バスも運行している。

## 施設

### 慈善施設
- ルーカス・ホスピタル - 1663年、周辺教区の16人の高齢男性のために設立された私立救貧院
- ウォーキンガム・ユナイッテド・チャリティーズ - ウォーキンガム地域に住む人々へ貧困や生活苦の改善のために寄付される。また、地域住民のシェルタード・ハウジングも提供する。
- ウォーキンガム・ロータリー・クラブ - 国際ロータリーのメンバー。クラブ会員は募金活動に参加し、時に地方で、時に世界的に価値のある目的に使用するために、集められたお金を分配する。

### 教会
- オール・セインツ教会（CofE）- 1190年、ソニングのチャペル・オブ・イースから再編
- コーパス・クリスティ・カトリック教会
- 聖ポール教会（CofE）- 1864年、ジョン・ウォルター三世が建設
- ウォーキンガム・バプティスト教会
- ウォーキンガム・メソジスト・教会
- キリスト・チャーチ・ウォーキンガム（CofE）
- ウースヒル・コミュニティ教会
- ノーレイズ教会
- キングズ・チャーチ・ウォーキンガム

### マナー
- エヴェンドンズ・マナー
- アシュリッジ・マナー - 現所在地バークシャー、ハースト
- ベッヘズ・マナー - 1953年、焼失
- キープ・ハッチ - 1871～74年、建設。1990年代後半、キープハッチ・ハウジング・エステイトまでの道路建設のため解体。
- バックハースト・マナー - 現在のセント・アンズ・マナー
- ノーレイズ・マナー - 過去に解体され、現在はノーレイズ・アベニュー

## 教育

### 中等教育
ウォーキンガムには４つの公立中等学校がある。エムブルック・スクールとセイント・クリスピンズ・スクールは男女共学のコンプリヘンシブ・スクール（両校ともにマス・アンド・コンピューティング・カレッジ）である。1931年にベッヘズ・マナーのドワー・ハウスに設立された、ホルト・スクールは女子の学校である（ランゲージ・カレッジ兼サイエンス・カレッジ）。フォレスト・スクールは男子の学校である（ビジネス・アンド・エンタープライズ・カレッジ）。

### 私立学校
- ホーム・グランジ・スクール - 1945年、3～16歳の男女共学として設立
- ラックリー・ハウス・スクール - 1918年、11～18歳の女子を対象としてラックリー・ハウスに設立
- ルドグローブ・スクール - 1937年、ウィクセンフォード・ハウスへ移転
- ホワイト・ハウス・プレパラトリー・スクール - 2～11歳の女子対象だったが、現在は閉校
- レディング・ブルー・コート・スクール - 1666年に設立された、ウォーキンガムバラで最も古い学校。ミックスド・シックス・フォームになったときは、16歳以下の男子が対象であった。1946年以来ブルー・コートはソニングの村に位置しており、バークシャーと南オックスフォードシャーの大部分の集水地域を有する。

## 文学
18世紀、モリー・モグのバラッドがウォーキンガムで書かれた。モリーはかつてのローズ・イン（所在地は現在地と別）の酒場の主人の娘で、バーテンをしていた。　彼女は、ビンフィールドに住んでいたアレキサンダー・ポープと周知の中であり、ポープは嵐の間、友人のジョン・ゲイ、ジョナサン・スウィフト、ジョン・アーバスノットと共にローズ・インで立ち往生した。時間を潰すために、彼らはモリーの美徳を激賞するバラッドを書いた。
チャールズ・キングスレーの子ども向けの古典文学である『水のこどもたち』に登場する煙突掃除夫のトムは、ヴィクトリア朝時代に掃除夫をしていたジェイムズ・シーウォードというウォーキンガムの男の子の人生とその時代を基にしている。後にシーウォードはハンプシャー、エバーズリーのチャールズ・キングスレーの牧師館にある住宅の煙突掃除夫となった。シーウォードは、1909年から亡くなる1921年まで、ウォーキンガムの参事会員に選ばれていた。彼には12人の子がおり、今も子孫がその地域で暮らしている。『水の子どもたち』は、1999年に設置された、ウォーキンガム初の彫像の主題となった。その彫像は、ウォーキンガム図書館の2階入口に飾られている。

## 撮影
『ソルジャー・ソルジャー』のシーズン7がベアウッド・カレッジで撮影された（練兵場、士官用の食堂、学校のシーン）。

## スポーツとレジャー
- 公営の駐車場がバーカム・ロード・レクリエーション・グラウンド、ロングボロー・レクリエーション・グラウンド、カントレ・パーク、チェストナッツ・パーク、エリザベス・ロード・レクリエーション・グラウンド、エルムズ・フィールド、リバーサイド・ウォーク・アンド・ウェイバリー・パークにある。
- ホルト・コップス・アンド・ジョエル・パークという地方自然保護区（LNR）がある[9]。
- カーニバル・プール、セイント・クリスピンズ・スポーツ・センター、パインウッド・レジャー・センターといった議会が提供するレジャー施設が多くある。パインウッドは20を超えるクラブと団体の本拠地となっている。ジョージ五世を記念して、クリスピンズの裏手にキング・ジョージV・プレイング・フィールドがある。
- 地元のフットボールチームとして、ウォーキンガム・アンド・エムブルックF.C.がある。
- ウォーキンガム・ハーフ・マラソン - 毎年2月、カントレ・パークをスタート・ゴール地点として開催される。
- ウォーキンガム図書館 - 所在地デンマーク・ストリート
- ウォーキンガム・クリケット・クラブ - 1825年設立。2012年にシンドルシャムにある新しくてより広い練習場に移転するまで、ウェリントン・ロードの練習場で練習していた。
- ウォーキンガム・ミュージック・フード・アンド・ドリンク・フェスティバル - 毎年8月に開催。地元ミュージシャンや地元生産者のお披露目の場となる他、バークシャーや周辺の醸造所から来たワイン、ビール、シードルも楽しめる[10]。
- ウォーキンガム野外シネマ - 二年目の時、三本の映画がウォーキンガム・フェスティバル直前の週末に上映された[11]。

スピードウェイレースがレディングのカリフォルニアで開催された。それまでは、ロングムアが練習用トラックとして使われていた。第二次世界大戦後、1950年代にトラックはサザン・エリア・リーグで使用された。その時のチームはポピーズとして知られていた。スタジアムがあった場所は今では自然保護区の一部であるが、トラックの名残がいくつか残っている。

## 姉妹都市
ウォーキンガムは下記の都市と姉妹都市関係にある。
- — エアフトシュタット、ドイツ
- — ヴィリー＝シャティヨン、フランス

## 著名人
- チャーリー・オースティン - サウサンプトンのストライカー
- ルーク・ベッドフォード - 作曲家
- トーマス・ブラッドレイ - チャールズI世の牧師
- リチャード・ブラウン卿 - ロンドンの最初の准男爵
- ケイト・ブライアン - 美術歴史家、俳優
- ザ・クーパー・テンプル・クロース - ポスト・ハードコアのパンクロックバンド
- アイザック・ドイッチャー - ポーランドの歴史学者、政治活動家。1950年代後半から1963年にかけてウォーキンガムに住んでいた。
- クロード・デュバル（英語版） - ハイウェイマン（追い剥ぎ）。ウォーキンガムに家を所有していた。
- ディック・フランシス - 作家
- トーマス・ゴッドウィン - バス・アンド・ウェルズの司教。ウォーキンガムで生まれ、亡くなった。
- ニコラス・ホルト - 俳優、モデル。『アバウト・ア・ボーイ』（2002）でマーカスを演じ、一躍有名になった。その他の出演作として、『X-MEN:ファースト・ジェネレーション』（2011）ハンク・マッコイ役、チャンネル4のテレビドラマシリーズ『スキンズ』（2007～2008）トニー・ストーネム役などがある。
- ダニエル・ハウウェル - ユーチューバー、作家、BBCラジオ第一プレゼンター
- ステファン・ヒューズ - フットボール選手。ウォーキンガム出身。
- ダイアン・ケンドール - メイクアップアーティスト
- スティーブン・ルイントン - かつて『ブリティッシュ・ベイブ』として知られたプロレスラー。現在は『DJガブリエル』としてWWEと闘っている。
- フレデリック・ルーカス - 『ザ・タブレット』の創刊者
- ヘンリー・ルーカス - ケンブリッジ大学のルーカス教授職を設立。
- ヘンリー・マーテン - 海事裁判所の裁判官
- レスリー・シアーズ - クリケット選手
- ラッセル・スレイド - フォットボールチームの監督
- アン・スネルグローブ - 国会議員
- ビル・ストーン - 二度の世界大戦の兵役経験者。シンドルシャムに住んでいた。
- ウィリアム・タルマン - 建築家、造園設計者
- ジョン・ウォルター3世 - 地元のベネファクター、『タイムズ』の経営者
- アンナ・ワトキンス - 女子ダブルスカルの、2012年ロンドンオリンピックの金メダリスト、2008年北京オリンピックの銅メダリスト[13]。
- ジェイソン・ワトキンス - 俳優
- ウィル・ヤング - 歌手、『ポップアイドル』シリーズ1（2002）の優勝者